# موراي نيومان (لاعب كرة قدم أسترالية)
موراي نيومان (بالإنجليزية: Murray Newman)‏ هو لاعب كرة قدم أسترالية أسترالي، ولد في 18 نوفمبر 1993 في برث في أستراليا.

## وصلات خارجية
- موراي نيومان على موقع AustralianFootball.com (الإنجليزية)
- موراي نيومان على موقع AFLtables.com (الإنجليزية)